# Tarasivka, Djankoi
Tarasivka (în ucraineană Тарасівка) este un sat în comuna Pobiedne din raionul Djankoi, Republica Autonomă Crimeea, Ucraina.